# Organització de Pioners José Martí
L'Organització de Pioners José Martí (OPJM) és l'organització juvenil que aplega als nens i adolescents cubans, inculcant-los l'interès per a l'estudi, l'amor per a la pàtria i respecte cap els altres pobles del món. Una altra de les seves missions és desenvolupar activitats esportives, culturals i recreatives i promoure qualitats morals però sobretot inculcar el comunisme amb la seva consigna "Pioners pel Comunisme, serem com el Che".

## Antecedents de la OPJM
En 1931 va sorgir la Lliga de Pioners de Cuba (LPC), la qual va durar solament 5 anys. Després del triomf de la Revolució Cubana, el 4 d'abril de 1961 es crea la Unió de Pioners Rebels (UPR), la que després d'un any es va convertir en laUnió de Pioners de Cuba (UPC). El moviment pioneril cubà estava entrant en una nova etapa on les bases per la seva masividad s'estaven consolidant doncs els pioners fins a 1966 eren seleccionats per formar part de l'organització.

## Sorgiment de la OPJM
En el tercer congrés de la Unió de Joves Comunistes l'any 1977 es va determinar convertir a la UPC en l'Organització de Pioners José Martí, produint-se grans canvis en l'estructura i en el funcionament de la mateixa. Des d'aquest moment l'organització agruparia a tots els nens i joves des de primer fins a novè grau. Per declarar-se com un veritable pioner, s'han de complir diverses qualitats i cal destacar en diversos temes que són desenvolupats cada mes. Els altres pioners trien a un company com a pioner d'avantguarda.

## Prioritats de la OPJM
Les prioritats de la OPJM són:
- Formar als pioners com a futurs homes i dones que continuïn l'obra de la Revolució.
- Desenvolupar l'interès per l'estudi, el sentit de responsabilitat social i l'amor a la pàtria.
- Formar en els nens hàbits de treball.
- Inculcar l'amor als màrtirs i herois de la pàtria i el coneixement pels fets rellevants de la història de Cuba.
- Desenvolupar activitats esportives, culturals i recreatives.
- Promoure valors i qualitats morals en els nens.

## Agrupació dels pioners
Els pioners estan situats per edats o graus. De primer a tercer grau són els pioners moncadistes, de cambra a sisè grau són primer nivell José Martí i de setè a novè grau segon nivell José Martí. El lema d'aquesta organització és “Pioners pel comunisme Serem com el Che!” Aquesta organització recluta en l'edat primerenca els pioners com una forma d'assegurar i inculcar el comunisme en els nens. Els pioners han d'usar distintius o "etiquetes" per determinar la seva organització: moncadista o primer i segon nivell.